# Palomar Transient Factory
Le Palomar Transient Factory (PTF, code d'observatoire : I41), était un relevé astronomique utilisant une caméra de relevé à grand champ conçue pour rechercher les événements transitoires optiques et les sources variables telles que les étoiles variables, les supernovas, les astéroïdes et les comètes. Le projet termina sa mise au point à l'été 2009, et se poursuivit jusqu'en décembre 2012. Il fut ensuite suivi par le Intermediate Palomar Transient Factory (iPTF), qui lui-même conduisit au Zwicky Transient Facility en 2017/18. Les trois relevés sont identifiés au MPC avec le même code d'observatoire pour leurs observations astrométriques.

## Description
Le système complètement automatisé comprenait un pipeline automatisé de réduction des données en temps réel, un télescope de suivi photométrique dédié et un archivage complet de toutes les sources astronomiques détectées. Le relevé était réalisé avec une caméra CCD de 12K × 8K pixels, couvrant 7,8 degrés carrés, achetée au CFHT et adaptée au télescope Samuel-Oschin de 1,2 m de l'observatoire Palomar. La caméra de relevé a vu sa première lumière le 13 décembre 2008.
PTF était une collaboration entre le Caltech, le LBNL, l'Infrared Processing and Analysis Center (IPAC), Berkeley, le LCOGT, Oxford, Columbia et l'institut Weizmann. Le projet était piloté par Shrinivas Kulkarni du Caltech. En 2018, il pilotait le Zwicky Transient Facility.
La soustraction d'image pour la détection des transitoires en temps quasi-réel était réalisée au LBNL ; les efforts pour poursuivre l'observation des cibles intéressantes étaient coordonnés au Caltech, et les données étaient traitées et archivées pour analyse ultérieure à l'IPAC. Le suivi photométrique et spectroscopique des objets détectés était réalisé par le télescope automatisé de 1,5 mètre de Palomar et par d'autres installations des membres du consortium.
L'étude des phénomènes transitoires était réalisée à l'aide du pipeline photométrique/astrométrique développé à l'IPAC. Les sujets d'étude comprenaient les binaires compactes (étoiles AM CVn), les RR Lyrae, les variables cataclysmiques et les galaxies à noyau actif (AGN), ainsi que les courbes de lumière de petits corps du Système solaire.

### Objectifs scientifiques
PTF couvrait une grande variété de sujets scientifiques, comprenant les supernovas, les novae, les variables cataclysmiques, les novas rouges lumineuses, les ruptures par effet de marée, les binaires compactes (étoiles AM CVn), les galaxies à noyau actif, les transits d'exoplanètes, les étoiles variables de type RR Lyrae, les évènements de microlentille et les petits corps du Système solaire. PTF a comblé des lacunes dans la connaissance des transitoires optiques, étendant la compréhension des types de sources déjà connues, et fournissant les premières détections ou contraintes sur des types prédits, mais non encore découverts.

## Découvertes
| (353189) Iasos | 13 septembre 2009 |

Actif de mars 2009 à décembre 2012, le projet PTF a découvert vingt trois astéroïdes numérotés, deux comètes (C/2012 LP26 (Palomar) et C/2013 P3 (Palomar)), plusieurs supernovas, dont SN 2011fe et de nombreuses étoiles variables. Il a également permis de définir une nouvelle classe de supernovas superlumineuses.
En septembre 2014, le projet iPTF a découvert iPTF14hls, une supernova qui a explosé plusieurs fois dans les années précédant l'observation.